# Древна Либия
Древна Либия (древногръцки: Λιβὺη) и (древноегиптски: Rbw) е название на Африка срещано в произведенията на античните автори. Обхватът ѝ е различен в различните автори, но като цяло това е наименованието на Северна Африка от Древен Египет до Мавритания.
По принцип е отъждествявана с Пунически Картаген, а сетне и с Римски Картаген. Около 600 г. пр.н.е. египетския фараон Нехо II изпратил от Червено море експедиция с финикийски кораби, която обиколила Африка покрай нос Добра Надежда и се завърнала през Херкулесовите стълбове в Древен Египет. През 520 г. Ханон предприел дълго мореплаване до Гвинейския залив и оттам донесъл две кожи на пигмейски жени които били окачени като трофеи в храма на Танит, а в храма на Баал-Хамон била поставена бронзова плоча, върху която бил гравиран разказът за плаването на Ханон.
Древна Либия била според античните гръко-римски автори населявана от либийци.